# 勢翔太
勢翔太（1986年10月11日—），原名東口翔太，日本大阪府交野市出身的前大相撲力士，身高194cm、體重168kg、血型B型。所属相撲部屋為伊勢之海部屋。最高位置是西関脇。

## 早年生涯和相撲背景
東口翔太在小學三年級時開始學習相撲，巧合的是他與豪榮道豪太郎在同一所相撲館學習。1996年，作為小學四年級學生，他在全國兒童相撲比賽中獲得亞軍。 初中畢業之後，他試圖進入擁有強大相撲隊的報德學園高等學校，但當他失敗時，他決定暫時離開相撲，並在他父母的壽司餐廳工作了三年，同時繼續保持身材。

## 生涯
東口根據他母親的意願，十八歲時加入了伊勢之海部屋並於2005年3月首次比賽。他從第二場職業比賽開始就以勢作為四股名，在2005年7月序二段獲7:0完勝記錄。2006年5月場所昇進幕下級別，獲5勝2敗的好成績，同年9月場所初日3連勝、在第8日目與同樣3連勝的琴冠佑以張り手勝利4連勝得以勝越，之後兩人在更衣室衝突，琴冠佑被告知隨後立即退休。在接下來的五年裡，勢在2011年9月以幕下3枚目的5-2戰績最終獲得了晉升到受薪的十兩級別之後，成功地逐步晉升。與之前的進展緩慢相比，勢發現在十兩取得了空前的成功。他在十兩首次亮相的前十三天只有一次失利，即使他失去了最後兩場比賽，他仍然贏得了比賽。他在2012年1月的比賽中以10勝5負的戰績晉級幕內級別。
勢是第一個在二十二年前從橫綱曙太郎開始只有一個漢字四股名的力士。在3月份的幕內比賽中僅獲5-10的記錄，並立即降級回十兩。他在接下來的兩場比賽中重複了同樣的模式，在十兩中取得了強勁的勝利記錄，再次進入幕內只獲得7-8的失敗記錄再次被降級到下級。他在2012年9月場所以十兩筆頭身份作戰，在輸給常幸龍的比賽中取得11-4的戰績和機會。這場比賽讓他晉升為前頭10枚目.他在2012年11月的第三次嘗試中獲得了他的第一個勝越，並且在2013年1月的比賽中晉升為前磧5枚目。在這個場所中，他擊敗了他的第一個三役級對手栃煌山雄一郎，並獲得了另一個獲勝記錄。
勢翔太現在是幕內級別力士，並且在2014年5月的比賽中，以前頭5枚目獲得了11-4記錄，並獲得了他的第二個敢鬥賞。 他在2014年11月的比賽中以小結排名首次亮相。 然而，他只獲得了六場胜利，並且在面對排名最高的力士時再次受挫，1月份以前頭2枚目和7月份的前頭3的2-13得分僅為1-14。當他在9月被送到荊頭12枚目時，他回到了狀態，11天之後他以10-1的戰績排在第二位。 然後他失去了接下來的三場比賽的勝利，但在最後一天恢復了擊敗俄羅斯力士阿夢露以11-4的戰績和敢鬥賞。
2016年1月，勢再次昇為小結，但僅獲得5勝，並且被降級為前頭4枚目，他在3月表現更好，發布了10-5的記錄：在最後一天輸給琴勇輝使他無法獲得第五個敢鬥賞。由於3月場所的閞脇和小結都負越，勢在2016年5月的場所中首次晉升為關脇。自1997年土佐之海敏生晉升以來，他成為伊勢之海部屋的第一個關脇。他在4-11的得分後輸掉了這個級別，但他在名古屋7月的比賽中贏得了第一個金剛或金星，在第9天擊敗了白鵬。他在2017年1月擊敗鶴龍贏得了他的第二個金星，並且在3月的比賽中再次擊敗了白鵬。在2018年3月，他以11-4的戰績結束了比賽，但最後一天的失利意味著他錯過了敢鬥賞。勢自從他的職業生涯首次亮相以來沒有錯過任何一場比賽，並且他在2018年5月連續第500次於幕內級別比賽。
他在2021年6月21日宣布引退，襲名春日山，成為部屋的年寄。

## 個人生活
勢在2018年6月27日宣布與職業女子高爾夫球手比嘉真美子訂婚，計劃於2018年10月11日舉行婚禮，他們的共同生日。